# آبنبات شیشه‌ای
ظرف آب نبات (به انگلیسی: Candy Jar) فیلمی محصول سال ۲۰۱۸ و به کارگردانی بن شلتون است. در این فیلم بازیگرانی همچون سمی گیل، جیکوب لاتیمور، شل گالووی، کریستینا هندریکس، اوزو ادوبا، تام برجران و هلن هانت ایفای نقش کرده‌اند.